# جی‌سی چیسز
جی‌سی چیسز (به انگلیسی: JC Chasez) (زاده ۸ اوت ۱۹۷۶) خواننده آمریکایی است.
او عضو گروه انسینک بود.
او در فیلم شب افتتاحیه، آسمان سرخ و ۲۱ و یک بیداری بازی کرده‌است.